# Un homme d'honneur (téléfilm, 2009)
Pour les articles homonymes, voir Un homme d'honneur.
Ne doit pas être confondu avec Des hommes d'honneur.
Un homme d'honneur est un téléfilm français réalisé par Laurent Heynemann, en 2008 et diffusé le 1er mai 2009 sur France 2.

## Synopsis
Le soir du 1er mai 1993, dans la voiture qui la conduit de Nevers à Paris, Gilberte Bérégovoy est sidérée, le regard perdu dans un abîme de tristesse. Son mari, Pierre Bérégovoy, ancien Premier ministre, mourant, est transporté en hélicoptère à l'hôpital du Val-de-Grâce. Il s'est suicidé avec l'arme de son garde du corps. Pendant le trajet, elle se souvient des épisodes qui ont marqué leurs dernières années, la fascination de son mari pour François Mitterrand, pour les gens de pouvoir, les signes de richesse. Les rêves d’un homme du peuple, travailleur, intègre, n'ayant pas les codes et les usages de l'élite politico-économique. Une ignorance qui le laisse sans armes contre les amitiés dangereuses et les tentations du pouvoir.
Sa nomination au poste de premier ministre est évidemment son jour de gloire. D'autant que Pierre Bérégovoy sait François Mitterrand malade, affaibli. Il se prépare à le remplacer. Un rêve et une réussite de courte durée. Comme Icare ayant volé trop haut sans prendre garde au soleil, Pierre Bérégovoy s'effondre en quelques semaines : l'affaire du prêt Pelat, la campagne calamiteuse des élections législatives mettent un terme brutal à ses ambitions présidentielles et politiques.
Désormais il est abandonné de presque tous, livré à son échec et à sa solitude. Une scène du film, sans doute la plus forte, inspirée d’un fait véridique, évoque cette déroute spectaculaire. La veille de son départ de l'hôtel Matignon, Pierre Bérégovoy invite tous les membres de son gouvernement à un dîner d’adieu. La table est apprêtée, le repas sur le point d’être servi, mais le salon reste vide : personne ne s'est déplacé.

## Fiche technique
- Réalisateur : Laurent Heynemann
- Scénario : Gilles Gérardin, Laurent Heynemann et Dan Franck
- Date de diffusion : 1er mai 2009 sur France 2
- Durée : 90 minutes
- Musique : Bruno Coulais

## Distribution
- Daniel Russo : Pierre Bérégovoy
- Dominique Blanc : Gilberte Bérégovoy
- Marc Citti : Julien
- Laurent Stocker : le juge Thierry Jean-Pierre
- Simon Eine : Roger-Patrice Pelat
- Stéphane Slima : Alain Boublil
- Marc Samuel : Samir Traboulsi
- Laurent Spielvogel : Michel Vauzelle
- Pierre Grivaz : Sylvain, l'officier de sécurité
- Hubert Saint-Macary : le chef de cabinet Étienne
- Benoît Marchand : le greffier
- Claude Brécourt : le conseiller de Bérégovoy #1
- Olivier Rodier : le conseiller de Bérégovoy #2
- Julie Desbruères : l'infirmière de l'hélicoptère
- Didier Constant : le médecin de l'hélicoptère
- Julie Deyre : la coach
- Justine Heynemann : la négociatrice
- Yann Pradal : l'ouvrier de l'entreprise mécanique
- Jacques Collard : le directeur de la banque
- Sandrine Jouanin : la secrétaire à l'Assemblée nationale
- Olivier Pajot : le médecin du Val-de-Grâce
- Brigitte Defrance : la secrétaire à la mairie de Nevers
- Idriss : le journaliste au ministère des Finances